# Northamptoni csata
A northamptoni csata a rózsák háborújának egyik ütközete, amelyet 1460. július 10-én vívtak meg a York- és a Lancaster-házi csapatok. A győzelmet a yorkiak szerezték meg, a király fontos szövetségesei közül többen meghaltak, és maga VI. Henrik is fogságba esett.

## Előzmények
A northamptoni csata a rózsák háborújának harmadik nagyobb ütközete volt. Az előző kettőben, az első Saint Albans-i csatában, illetve a Blore Heath-i ütközetben a király ellen lázadó Yorkiak diadalmaskodtak. Ennek ellenére a Plantagenet Richárd yorki herceg által vezetett erők, alig néhány nappal a Blore Heath-i csata után szétszóródtak, ugyanis egyik parancsnokuk, Andrew Trollope elfogadta a király által felajánlott kegyelmet, és a ludfordi hídnál tervezett ütközet előtt átállt a lancasterekhez. Trollope magával vitte embereit és az információkat a yorki herceg terveiről. York ezzel elvesztette seregének leginkább ütőképes részét és legjobb hadvezérét. Richárd és szövetségesei számára csata nélkül is nyilvánvalóvá vált, hogy nem nyerhetnek. Richárd és másodszülött fia, valamint Warwick és Salisbury - csapataikat és családjukat hátrahagyva - Írországba, illetve Calais-ba menekültek.
1459 novemberében, alig egy hónappal a harc nélkül kivívott győzelem után, Coventryben összeült a parlament, amely Anjou Margit híveinek köszönhetően árulásért elmarasztalt 27 York-párti nemest, és birtokaikat elkobozta. Richárd eközben Írország ura lett, ugyanis azt hazudta, hogy ő a király helytartója. Az udvar nem zargatta Yorkot, mivel először Calais-ból akarták kiűzni a lázadó csapatokat. A királypárti sereget vezető Somerset hercege Guînes várából támadta Warwick támaszpontját, de nem járt sikerrel. Ráadásul 1460. január 15-én a yorkiak elfoglalták a Sandwich-i kikötőben horgonyzó, Calais ostromára készülő királyi hajókat, és elvitorláztak velük. Márciusban a megerősödött Richard Neville, Warwick grófja Írországba hajózott, hogy Richárddal tárgyaljon, majd onnan csak májusban tért vissza Calais-ba.
1460 májusában a Calais-ból kicsapó yorkiak elfoglalták Sandwich városát, és ezzel megszerezték a partraszálláshoz szükséges angliai hídfőt. A királyi udvart bíráló propagandájuk értő fülekre talált, ezért sokan várták Richárd visszatérését Írországból. Június 26-án Warwick megérkezett Sandwichbe, és egyre gyarapodó seregével elindult London felé. A fővárost ellenállás nélkül foglalták el, majd július 4-én elindultak Közép-Anglia felé, ahol VI. Henrik tartózkodott. A király seregei Coventryből Northamptonig nyomultak előre.

## Az ütközet
A királyi sereg táborát és tüzérségét a várostól délre, a falakon kívül, a Delapre apátsághoz közel állították fel. A lancasteriek beásták magukat. A tábort a Nene folyó vizével feltöltött árkok és földsáncok vették körbe, így jól védhetőnek tűnt. Warwick előreküldte egy emberét, hogy a nevében a királlyal tárgyaljon, de Humphrey Stafford, Buckingham hercege, a Lancaster-sereg vezetője ehhez nem járult hozzá, mondván: "Warwick grófja nem jelenhet meg a király előtt, ha mégis megteszi, meghal". Warwickot még kétszer utasították vissza, végül azt üzente, hogy "Két órakor vagy beszélek a királlyal, vagy meghalok".

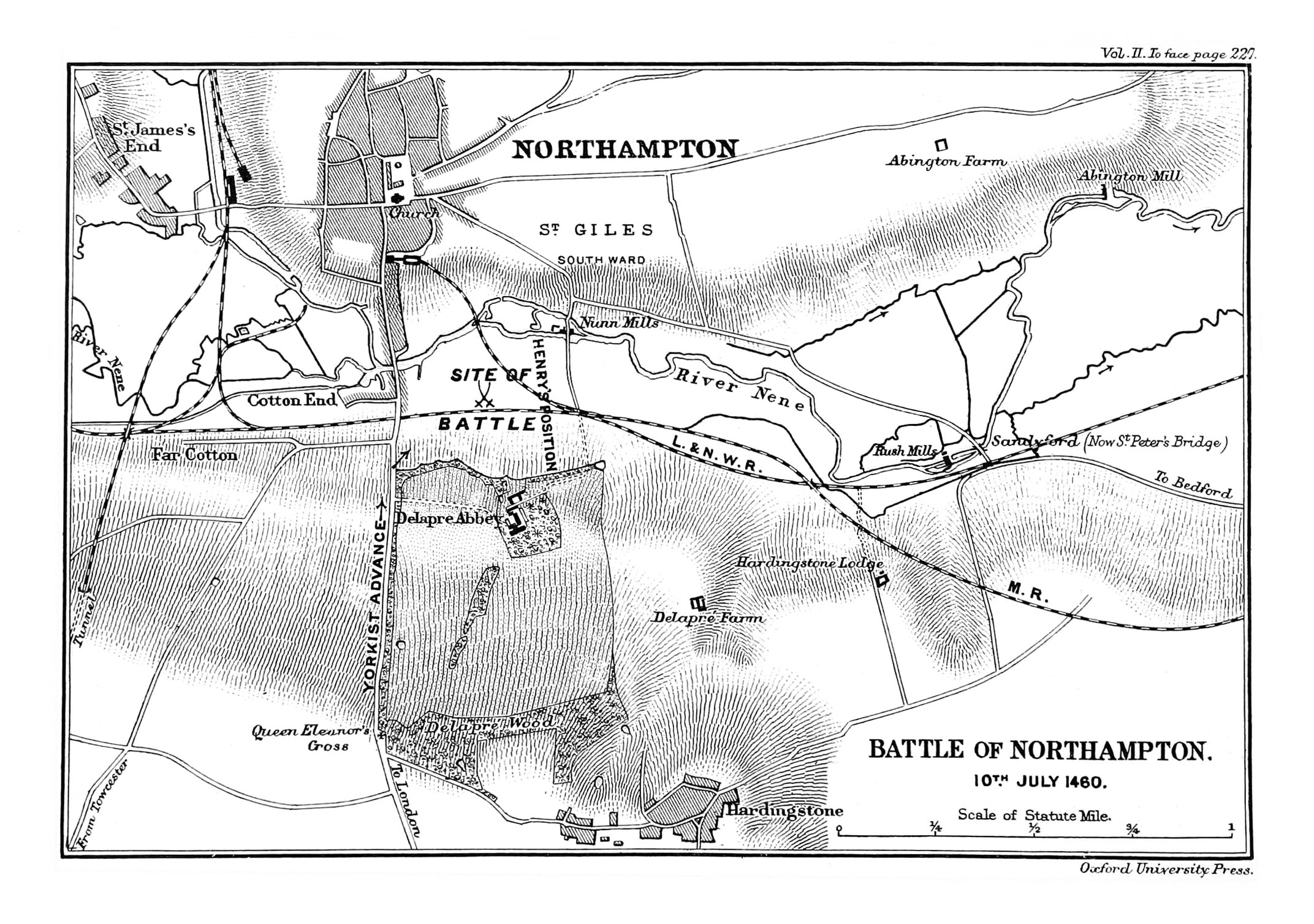
A csata helyszínét a két kard jelöli az 1889-es térképen

Július 10-én reggel Warwick és March grófja lőtávolra érkezett a királyi táborhoz. Tettek egy utolsó kísérletet arra, hogy tárgyaljanak a királlyal, de miután ezt visszautasították, délután kettő körül támadást vezényeltek. A korabeli, egész biztosan túlzó feljegyzések szerint, a yorkiak 60 ezren, a lancasteriek 40 ezren voltak, de ennek inkább az egyharmada valószínű.
A York-sereg harcosai azt a parancsot kapták, hogy óvják meg a király életét, de gyilkolják meg a főurakat. Az elővédet Lord Fauconberg, a derékhadat Warwick és March irányította. A csata esőben kezdődött meg, amely feláztatta a talajt, és nehezítette a támadók előrehaladását. A királyi csapatok nagy erősségüknek a tüzérséget és a jól védett tábort tartották, az ágyuk azonban az esőben használhatatlanná váltak. A yorki támadás az erődítés jobb szárnyára, egy földsáncra összpontosult, amelyet Lord Grey of Ruthin emberei védtek, ők azonban, uruk árulása miatt, letették a fegyvert a támadók ellen, így azok beözönlöttek a táborba.
A meglepetés miatt a lancasteri hadrend felbomlott. A mindössze félórás harc után a király serege megfutamodott, sokan közülük belefulladtak a feltöltött árkokba. A király sátrát hevesen védték a VI. Henriket támogató főurak, de a túlerővel nem bírtak. Elesett Buckingham, Shrewsbury, Thomas Percy, Egremont bárója és Beaumont. Az ütközetnek mintegy háromszáz, főként lancasteri halálos áldozata volt. A királyt a yorkiak elfogták, majd a csata után három nappal visszatértek vele Londonba.
Sir William Lucy volt talán a csata legszerencsétlenebb halottja, ő ugyanis csak az ütközet vége után érkezett meg, hogy segítsen a királynak, de mivel John Stafford szerelmes volt a feleségébe, megölette őt.